# 涼州 (古代)
凉州，别称雍州、雄州、武威、姑臧、休屠，神鸟。中古时期，前凉、后凉、南凉、北凉、大凉、嗢末均在此建都，有着西北首府、六朝古都美称；又有南有建康，北有姑臧的美誉。而且凉州刺史部，其治所就为姑臧，其轄域在今甘肅省及寧夏全境、青海東北部、新疆東南部及內蒙古西部一帶，在清朝，其为凉州将军，凉州提督，专城凉州副都统，凉州镇总兵，甘肃巡抚，甘肃提督，凉庄道台，甘肃按察使，甘肃镇总兵的驻地，是当时西北地区的政治、军事、文化、经济中心。
凉州，作为西北地区最早的行政区划，凉国的国都所在，即今武威市的别称，新朝王莽雍州州治，东汉桓帝时期的凉州州治，东汉献帝雍州州治，曹魏时期凉州州治，北魏时期的凉州镇，故有雍凉之都、天下要冲、国家番卫，凉国故地、梦幻凉州的美称。这里也是凉州大马，横行天下之地。凉州雄踞于西北之中心，凉国的国都所在，成为历朝历代西北的政治、军事、经济、文化中心。故有《北史》凉州绯色天下最、《后汉书》有凉州之畜天下饶的盛誉。
中古时期的武威郡包括今天的黄河和黄河西岸所有地区，具体分别为：白银市景泰县、白银市平川区、白银市靖远县、白银市会宁县部分、兰州新区、宁夏中卫市、吴忠市部分、兰州市皋兰县部分、兰州市永登县、武威市全境、金昌市全境、青海省互助县部分、青海省门源县、青海东部诸县，内蒙古阿拉右旗、内蒙古阿拉左旗、内蒙古乌海部分。文学和辞曲上中古时期著名的《凉州歌》、《凉州曲》、《凉州词》、《凉州令》（误传为梁州令）、《凉州》、《凉州大遍》、《凉州小遍》、《凉州伎》就产生在这里，享誉海内外。

## 歷代沿革
凉州是匈奴时期休屠国国都，西汉宣帝时期的凉州州治，新朝王莽雍州州治，东汉桓帝时期的凉州州治，东汉献帝雍州州治，曹魏时期凉州州治，北魏时期的凉州镇（北魏前中期三大镇，凉州、长安、统万城）。
匈奴时期休屠国，新朝末期的窦融政权；西晋末期的粟特康国；东晋十六国时期的前凉、后凉、南凉、北凉；隋末时期的大凉（李轨）；唐末时期的浑末（慕容氏）、嗢末（论氏）、六谷（折氏）；粟特回纥；西夏时期的齐国（李彦宗）、夏神宗都曾在此建都；楚国（任得敬）的部分领土也在凉州境内。后历代中央集权制王朝都曾在武威设郡置府，统领西北地区，统辖西域和藏地：
- 西汉时期，为凉州刺史部
- 窦融时期，河西五郡大将军
- 新朝时期，雍州刺史部
- 东汉时期，凉州刺史部
- 曹魏时期，雍凉中都督府、征西大将军府
- 北魏中期，北魏三镇之首的凉州镇、姑臧镇都大将、凉州镇都大将、凉州大中正所在
- 西魏时期，凉州总管府
- 北周时期，凉州总管府，北周末期的凉州大总管府
- 唐朝时期，凉州大都督府、河西道的河西节度使
- 西夏时期，南院、西路经略司所在
- 元朝时期，西凉王（阔端）府
- 明朝时期，凉州卫府、西宁道
- 清朝时期，正一品凉州将军府、凉州府、凉州提督、凉州镇总兵、凉庄道、甘肃巡抚、甘肃镇总兵所在
- 民国时期，河西道所在

### 匈奴
匈奴时期，河西先後雜居著月氏、烏孫與日後的匈奴、羌族、粟特、鲜卑、柔然、突厥、回鹘、蒙古、吐谷浑、铁勒等遊牧民族。匈奴族在匈奴时期在此筑起姑臧城、休屠城，被称为王者之城。
西汉高祖元年（前0202），高祖刘邦正式称皇帝，建立西汉，刘邦原想定都洛阳，后迁往长安。由于北方匈奴过于强大，高祖刘邦忍辱负重实施大臣娄敬的和亲策略，休养生息。后来的吕后、惠帝、文帝、景帝继续执行这一政策，先后向匈奴单于冒顿单于、老上单于、军臣单于遣送很多皇室公主和亲，并奉送大批财物，在其中河右之地扮演重要角色。
西汉前元六年（前0174），拥有东方最强军事实力的草原枭雄冒顿单于遣右贤王大败月氏，后又派老上单于杀其王据此地，随即占领河西。 后匈奴休屠王筑姑臧城、休屠城，建立休屠国，设百官、太子。休屠城中供奉有匈奴人的圣物祭天金人，姑臧、休屠二字来源于姑（孤独）臧山。

### 西汉
西漢元狩二年（前121年），漢武帝備妥軍力，派驃騎大將軍霍去病遠征河右，歷經數次戰役後，擊敗匈奴，開辟了河西四郡，即武威、酒泉、張掖、敦煌四郡，正式納入西汉版圖，太子日磾入侍，这就是著名的献款归诚，金日磾死后与霍去病、卫青同葬在规格最高的茂陵东侧，陪葬汉武帝刘彻。      
西汉元狩四年（前119年），汉武帝调集十万骑兵，汉军翻越离侯山，渡过弓闾河，捕获匈奴屯头王、韩王及将军、相国、当户、都尉等高级官员83人。霍去病封狼居胥山（今外蒙古肯特山）以祭天，禅姑衍山（肯特山以北）以祭地，得瀚海（贝加尔湖）而班师，这就是著名的封狼居胥。      
西汉元封五年（前106年），分天下為十三州，各置一刺史，史稱「十三部刺史」。在今甘肅省置涼州刺史部，涼州之名自此始。治所姑臧，意為凉城也，西汉时期有金张许史四大家族，其中的金氏家族以武威郡望著称于世。      
漢朝實行大量移民實邊政策，將大量的漢人移居此處，充分利用當地的肥沃綠洲，河西農業生產快速發展。歷史上有名的武威、張掖、酒泉、敦煌，也就是所謂的「河西四郡」，也在此時建立起來。經過漢朝不斷開墾，到漢平帝時，據《漢書·地理志》記載，河西四郡人口總計，戶數已達7萬1270戶，人口也達28萬餘。東漢時代，武威郡為當時中西交通孔道的中心。
西汉太初五年（前100年）金日磾的母亲教诲两个儿子，很有规矩，汉武帝得知后很赞许。他母亲病死后，汉武帝下诏在甘泉宫为她画像，题名“休屠王阏氏”。金日磾每次看见画像都下拜，对着画像涕泣，然后才离开。
西汉太初五年（前100年）金日磾的两个儿子都被汉武帝所宠爱，是汉武帝逗乐子的弄儿，常在皇上身边。有一次，弄儿从后面围住汉武帝的脖子，金日磾在前面，看见后生气地瞪着他。弄儿一边跑一边哭着说：“爹爹发火了。”汉武帝对金日磾说：“干嘛生我弄儿的气！”
西汉太初五年（前100年），后来弄儿长大，行为不谨慎，在殿下与宫女戏闹，金日磾正好看见，厌恶他的胡来，恐给家族带来灭顶之灾，于是立即杀了弄儿。这个弄儿就是他的长子。汉武帝得知后大怒，金日磾叩头告罪，把为什么杀弄儿的情况一一说出。汉武帝很哀伤，为弄儿掉泪，后因此对他很更加看重，此处有个典故，就是“弄潮儿”说的就是他。  

### 新朝
新朝初始元年（前008年）十二月，新朝王莽接受孺子婴禅让后称帝，即新始祖，改国号为“新”，改长安为常安。王莽在朝野的广泛支持下，登上了皇帝位，开了古代历史上通过（符命）禅让作皇帝的先河。
新朝初始元年（前008年）十二月，王莽称帝后，改武威郡为张掖郡，设张掖属国都尉于境内，河西五郡为雍州刺史部，称河右之地。改凉州曰雍州，张掖郡（武威郡）统辖：姑臧、媪围（景泰县）、张掖、播德、敕虏、郭楚、官楚（宣威县）、西楚（武威县）、南楚、北楚、传武、勒治、揭虏、罗楚、居成、左骑、晏然（休屠北部都尉）、张掖属国，十六县一属国，姑臧县为雍州州治。同时新增设西海郡，出现了两个西海郡。
新朝天凤元年（0014年）左右，新朝皇室王家与汉武威郡休屠县金氏一族联姻，金氏颇受新朝皇室倚重。玄汉更始元年（0023年），新朝王莽政权崩塌，王莽在混乱中为商人杜吴所杀，后一大批休屠金氏避难高丽半岛的庆州等地，后来成为了著名的韩国等地的金氏一族，此出自《新罗文王墓志铭》

### 玄汉
玄汉更始元年（0023年）二月初一日，更始帝刘玄称帝，更始帝刘玄将要建都洛阳。此时隗嚣遣大将北上攻占凉州。不切实际，急功好利的新朝注定走不远，事实也证明了这一点，而后凉州又归更始帝刘玄所管辖。玄汉更始三年（0025年），赤眉入关，刘玄被杀。武威郡继续使用张掖郡这个名字，张掖属国在武威郡境内。

### 窦融
玄汉更始二年（0024年），窦融时被封为巨蕖太守。当时，战乱未止，他决定联合来自武威郡的昆弟窦士，不往巨鹿，而是举矣西迁，窦氏祖上三代累世居于河西，加窦士这一代已有四代，此是窦融屯垦河西，经营凉州的重要背景，其后窦融据张掖（武威）、辅平（酒泉）、设屏（张掖）、西海（金城）、敦德（敦煌）五郡，扯消新的西海郡。后窦融被武威太守梁统等推举为河西五郡大将军、凉州牧，建河西五郡大将军府、凉州牧府。从此窦融据武威，后在武威筑窦融台，这台就是河西五郡大将军府、凉州牧府遗址。

### 东汉
东汉建武元年（0025年），六月光武帝刘秀开国， 定都洛阳， 重新设立雍州，治所姑臧（凉州）， 但是不久取消，后又设凉州牧，治所武威姑臧。东汉初期延续了西汉的行政建制，而后凉州豪族并起，凉州也成为东汉六大家族的发家之地，东汉六大家族中有五个家族发家于凉州，故又有“世家豪门起凉州”之说。
东汉更始四年（0026年）《后汉书·光武帝记》注释：“武威郡，故城在今凉州姑臧县西北，故凉城是也”。故凉城是也，此处已经明确说了，姑臧就是凉州州治。而非似是而非的张家川、陇县这那。或者说至少在汉宣帝之前，凉州州治就在姑臧。東漢世，增置武都、永陽、南安、安定屬國、張掖屬國(以上3郡後廢)、張掖居延屬國(即西海郡)，设护羌校尉于境内。漢獻帝建安初年，分涼州河西的酒泉、張掖、敦煌、武威、張掖居延屬國5郡置雍州刺史，治所武威郡姑臧縣。建安十八年（213年）省涼州入雍州。

### 张横、梁兴
武威郡在东汉末年属于自治，河右的正牌凉州军团，并没有调离，一直镇守西北，直到东汉大乱结束，属于自保一方。

### 张猛
武威郡在东汉中后期不仅是凉州州治，而且还是雍州州治，张猛后期自治，当时的雍州初为四郡，后为九郡，姑臧为雍州州治所在。

### 王秘
武威郡在东汉末年属于自治，曹魏初期，王秘将儿子做质子送到曹操那里，以表忠心，东汉末曹魏初河右各郡属于自治，割据一方，并没有太多动荡，社会安定，富足，最后武威郡王秘顺利过度到曹魏。

### 曹魏
魏文帝黃初元年（220年），分雍州河西地區的金城、武威、張掖、酒泉、敦煌、西海、西平、西郡8郡復置涼州，一直到西晉，姑臧均為涼州治所，轄域僅及今甘肅省黃河以西地區及黄河以东部分。

### 西晉
西晋末年，八王之乱，永嘉之乱，帝王骄奢淫逸，中原紛亂，群雄割據，百姓流離。

### 前凉
前凉初年，张轨效法窦融，统治河西，政治稳定，成了西晋安定的后方，史稱前凉。时有民谣：“秦川中，血没腕，唯有凉州倚柱观。”。中原士人便認為當時涼州刺史張軌治下的涼州，是天下亂世的「避難之國」，士族北上的「世外桃源」，的所以由中原來涼州避難的人民之多，號稱「日月相繼」。張軌更在此時順勢大興教育，建立學校。在張氏政權數代經營下，涼州總共享受了長達約六十年的和平。由於政治的穩定，加上河西在地緣上也為中西交通樞紐，外地胡商也樂於來往河西進行貿易，這些有利的內外發展條件，自然促使涼州經濟更加繁榮，文教极其兴盛。张重华執政時期前凉版图達到頂峰。张重华死，其子张天锡（張軌曾孫）继位時年僅十歲，大权旁落，朝政日趋衰落。張天錫在位時期自居為文人雅士，四方文人向他拜師求學的頗多，張天錫同時也鼓勵佛教宣揚，涼州亦是高僧輩出，成為佛教興盛處之一。

### 康国
前凉末期，姑臧的粟特一族，定都西平郡，《康续墓志》记载：”西晋失图，康国跨全凉之地。控弦飞镝，屯万骑于金城；月满尘惊，辟千营于沙塞。“在西晋灭亡后，定都西宁的康国，号称“跨全凉之地”。

### 后凉
后凉初年，前秦苻坚滅前涼，以中书令梁熙為凉州刺史。前秦太安元年（385年），吕光至姑臧，杀梁熙，自领凉州刺史，呂光後來得知苻坚已被后秦姚苌所杀，遂于前秦太安二年（386年）自立为王，史称后凉。吕光是武人出身，對於治國沒有經緯，在位期间，四处征战，穷兵黩武，大将杜进竟为其所杀。隆安元年（397年）正月，秃发乌孤建立南凉，立即與吕光在街亭（今甘肃永登县西）展开激战，后凉以慘败收場。同年，吕光之弟吕延进攻西秦，兵败被杀。吕光以败军之罪杀沮渠罗仇、沮渠麹粥二人，其侄子沮渠蒙逊为报仇，起兵反抗後涼。后凉時期的河西政權动荡不安，“三寇窥窬，迭伺国隙”，吕光死后，“诸子兢寻干戈”，后秦、南凉、北凉等政權交相攻逼，国势日衰。

### 南凉
南凉初年，神鼎三年（403年）北凉、南凉围攻后凉都城姑臧，吕邈兵敗被杀，吕隆不得已降于后秦，而后南凉定都姑臧。

### 北凉
北凉初年，沮渠蒙逊于412年，定都姑臧（今甘肃武威市凉州区），称河西王。最强盛的时候控制今甘肃西部、宁夏、新疆、青海的一部分，是河西一帶最強大的勢力。420年灭西凉，与此同时北凉大兴文教，433年沮渠蒙逊去世，其子沮渠牧犍继位。439年北魏大军围攻姑臧，沮渠牧犍出降，北涼亡，北魏統一華北。

### 北魏
北魏時因地理因素，改涼州為凉州镇，凉州镇都大将所在。后改姑臧镇，姑臧镇都大将所在。太和十四年（490年）復置涼州。

### 西魏
西魏为凉州，设凉州刺史，都督凉州诸军事，防御吐谷浑。

### 北周
北周時，因處於西域的軍事要地中，設置涼州大總管府於此。北周時管有武威郡、番和郡、廣武郡、泉城郡共4郡。

### 隋朝
| 州 | 涼州          | 涼州                             | 涼州   | 郡 | 武威郡                      |
| 郡 | 武威郡        | 番和郡                           | 广武郡 | 县 | 姑臧县 昌松县 番和县 会宁县 |
| 县 | 姑臧县 昌松县 | 彰县 燕支县 力乾县 安寧县 广城县 | 广武县 | 县 | 姑臧县 昌松县 番和县 会宁县 |

隋文帝廢郡改置涼州，为凉州（大）总管所在，隋煬帝時改稱武威郡。轄域僅有今甘肅省永昌以東、黄河以西地區。

### 大凉
李轨，称帝，建立大凉，国号凉，建元安乐，定都姑臧，自领凉州大总管。

### 唐朝
唐朝武德二年（619）五月，李轨已平，唐以其地置凉州大总管府，统辖凉（今甘肃武威）、甘（今甘肃张掖）、瓜（今甘肃瓜州）、沙（今甘肃敦煌）、鄯（今甘肃乐都）、肃（今甘肃酒泉）、会（今甘肃靖远）、兰（今甘肃兰州）、河（今甘肃临夏）、廓（今青海化隆县西）十州，后设凉州大都督府。后特设河西道，设河西节度使，唐代天寶元年（742年）改武威郡，乾元元年（758年）復為涼州，广德二年（764年），凉州被吐蕃攻破。

### 周朝
武周（690年～705年），设立凉州中都督府，后改凉州大都督府，安置吐谷浑国主慕容诺曷钵到凉州，其家族成员均葬于凉州，形成了著名的武威郡慕容氏，后改武威郡慕氏。

### 吐蕃
唐朝广德二年（764年），唐朝大将仆固怀恩叛变，联合吐蕃、回纥以及党项部族，举兵攻唐，名将郭子仪说服回纥临阵倒戈，在奉天之战大破吐蕃，斩首五万，生擒万人。然而河西战场，唐朝河西节度使杨志烈，兵败身死，吐蕃攻陷凉州，唐朝广德三年到四年年（764年-766年），灵州、甘州、肃州、原州等相继失陷。

### 浑末
慕容家后裔建立的浑末政权，定都姑臧。唐朝广德五年（767年）凉州的吐谷浑慕容家乘机夺取吐蕃人的主导权统治凉州，定都姑臧，史称浑末。
唐朝咸通二年（861年），张议潮攻破凉州，驱逐吐谷浑浑末，收复河西道的核心凉州，至此浑末政权土崩瓦解，凉州的慕容一族被驱赶到南山。

### 凉州节度使
唐朝咸通二年（861年），归义军驱逐吐谷浑浑末，收复凉州，至此浑末政权瓦解。唐朝咸通四年（863年）二月，唐懿宗原是郓王出身，唐懿宗派自己的亲信部队，发郓州兵2500人戍之，设立凉州节度使，从归义军那里接管凉州，直辖于皇帝。
唐朝咸通四年（863年）十二月，温末部族，乘机攻破凉州，驱逐出郓州兵，至此凉州被吐蕃温末统治，凉州节度使遂废。

### 嗢末
唐朝咸通四年（863年）十二月，温末部族，乘机攻破凉州，驱逐出凉州节度使和郓州兵，至此凉州被吐蕃温末统治，凉州节度使遂废。
北宋建隆元年（960年），六谷部族逐出温末部族，六谷部族在西凉府设置西凉府折逋葛支、潘罗支等的六谷政权，定都凉州，标志着吐蕃温末政权的土崩瓦解。

### 六谷
北宋建隆元年（960年），六谷部族逐出温末部族，六谷部族在西凉府设置西凉府折逋葛支、潘罗支等的六谷政权，定都凉州。
北宋大中祥符九年（1016年），回鹘集中兵力进攻占凉州，杀死党项军队的首领苏守信，夺取了凉州城的控制权，建立了粟特回鹘国，定都凉州。

### 粟特回鹘国
粟特一族建立的政权，定都姑臧。北宋大中祥符九年（1016年），回鹘集中兵力进攻占凉州，杀死党项军队的首领苏守信，夺取了凉州城的控制权，建立了粟特回鹘国，定都凉州。
北宋明道元年（1032年），在西夏未来的皇帝李元昊的围攻下，凉州才再次陷落。至此，凉州（武威）落入了西夏政权的手中，至此凉州的粟特回鹘统治凉州彻底结束。

### 西夏
1028年，西夏改凉州為西涼府，境内有罗庞岭。武威是西夏时期西凉府、凉州、南院、西路经略司、右厢朝顺军司的驻地,是除首都东京兴庆府(今宁夏银川)、陪都西京西平府(今宁夏吴忠西北)之外的“辅郡”（陪都），曾经在党项与西夏兴亡的历程中发挥了重要的作用。

#### 齐国
李彦宗的封地。

#### 楚国
任敬得建，占武威部分。

### 蒙古
蒙古帝国时期，设西凉王府，由阔端出镇。

### 元朝
元朝時，設西凉王府、西宁王府、高昌王府，永昌路。

### 明朝
明朝，设立凉州卫、西宁道，驻地武威县。

### 清朝
清朝，设立凉州府、凉州将军府、凉庄道府，同时是凉州将军（1735年-1764年）、甘肃巡抚（1660年—1666年）；凉州提督（1676年—1683年）；甘肃提督（1685年-1690年）《大清会典事例·卷五百五十二》：“(康熙二十四年)又定。移驻甘肃提督驻凉州。”）；凉州镇总兵官、甘肃镇总兵官的驻地。

### 民国
民國，置河西观察使、凉州镇总兵、凉州镇守使、河西道（後改稱甘涼道）。

## 歷代刺史

### 西汉
- 史恭，元狩年间为中郎将、后拜凉州刺史。《汉书》卷82《王商史丹傅喜传》《汉书》卷97《外戚传》
- 谷永，汉成帝永始二年（前15年）任，永始三年（前14年）迁北地太守。《汉书·谷永传》
- 杜邺，汉哀帝时。（《汉书·杜邺传》、《后汉书·杜林传》）
- 赵宏，汉元帝、成帝之时。《华阳国志·士女目录》

### 玄汉
- 郑兴，刘玄迁都长安之后，拜郑兴为谏议大夫，派他去安抚平定关西和朔方、凉州、益州，回朝之后又郑兴拜为凉州刺史。《后汉书·郑范陈贾张列传》

### 新朝
- 王邑，先任雍州刺史，后担任大司空，和大司徒王寻在昆阳之战时被刘秀击败。王寻阵亡，王邑被任命为大司马。大长秋张邯为大司徒，崔发为大司空。绿林军攻陷长安，王邑与其子王睦力战而死。《后汉书》本纪1上光武帝纪上。

### 窦融
- 窦融，凉州刺史兼任凉州牧。《后汉书·光武帝纪上》

### 東漢
- 耿鄙，中平元年（184年）十一月，北宮伯玉與先零羌起兵反漢時任涼州刺史。
- 种劭，董卓既擅權，而惡種劭彊力，遂左轉議郎，出為益、涼二州刺史。（《後漢書·張王种陳列傳》）
- 韋端，馬騰、韓遂互鬥。建安初年，曹操使司隸校尉鍾繇、涼州牧韋端和解。
- 韋康，韋端從涼州牧徵為太僕，韋康代為涼州刺史，當時人榮之。

### 曹魏
- 鄒岐，黃初元年（220年）以安定太守遷涼州刺史。（《魏志·張既傳》）
- 張既，黃初元年（220年）七月繼鄒岐後任，四年（223年）卒。（《魏志·張既傳》）
- 溫恢，黃初四年（223年）繼張既後任，死於道中。（《魏志·溫恢傳》）
- 孟建，黃初四年（223年）繼溫恢後任。（《魏志·溫恢傳》）
- 徐邈，約太和元年（227年）至二年（228年）間繼孟建後任，在任10餘年。正始元年（240年）遷大司農。（《魏志·徐邈傳》）
- 王渾，約正始年間。（《魏志·崔林傳》、《晉書·王戎傳》）
- 李憙，約甘露年間（256年－260年）。《晉書·李憙傳》

### 蜀漢
- 馬超，章武元年（221年）至二年（222年），卒於任內。（《蜀志·馬超傳》）
- 魏延，建興五年（227年）至十二年（234年），卒於任內。（《蜀志·魏延傳》）
- 姜維，延熙六年（243年）領。（《蜀志·姜維傳》）

### 西晉
- 郭绥，约265年至266年在任
- 蘇愉，泰始年間（约268年至270年）在任，為禿髪樹機能所敗。（《晉書·禿髮烏孤載記》）
- 牽弘，泰始六年（270年）任，七年（271年）死於邊事。（《魏志·牽招傳》、《晉書·陳騫傳》，《資治通鑑》卷78、卷79）
- 杨欣，约272年至278年在任
- 挚育，约280年在任
- 胡喜，约282年在任（《魏志·鍾會傳》注引《晉諸公贊》）
- 彭祈，约286年在任
- 范晷，约293年至297年在任

### 十六国
- 張軌，永寧元年（301年）至建興二年（314年）在任，死於任內。（《晉書·張軌傳》）
- 張寔，建興二年（314年）任，終西晉世。（《晉書·張軌傳》）

### 北魏
- 拓跋丕（439年）
- 尉眷（440年）
- 拓跋健（440年－441年）
- 张珍（441年－442年）
- 高湖（443年）
- 穆顗（449年）
- 叔孙邻（451年）
- 拓跋浑（453年－458年）
- 穆栗（461年）
- 拓跋他（465年－470年）
- 拓跋桢（471年－476年）
- 拓跋天赐（476年－481年）
- 元鸾（485年－493年）
- 楼毅（494年－497年）
- 元诠（499年－503年）
- 元绍（504年－505年）
- 司马仲明（506年）
- 高双（507年－509年）
- 高植（510年）
- 穆鑖（511年－515年）
- 甄琛（515年）
- 元和（515年－517年）
- 崔游（517年）
- 袁翻（519年－521年）
- 石士基（521年）
- 尉聿（521年－522年）
- 宋颖（523年－525年）
- 刘贵（530年）
- 元暹（531年）
- 李叔仁（532年－534年）[3]

### 北周
- 崔说，凉州刺史。

### 隋朝
- 慕容三藏（587年）
- 姚辩（592年）
- 独孤罗（593年）
- 梁某
- 李肃
- 樊子盖（约604年—607年）[4]

### 大凉
- 李轨（618年—619年，大总管）

### 唐朝
- 李世民（619年—621年，总管）
- 安修仁（619年，刺史）
- 杨恭仁（620年—623年，总管）
- 安兴贵（武德年间，刺史）
- 独孤义顺（武德年间，都督）
- 李幼良（626年—627年，都督）
- 宇文士及（627年，都督）
- 李大亮（629年—635年，凉州大都督）
- 李袭誉（641年，都督）
- 郭孝恪（642年，都督）
- 李道彦（贞观年间）
- 许智仁（贞观年间）
- 吕绍宗（贞观年间）
- 崔延朗（永徽年间）
- 乔师望（658年，都督）
- 陈遂，凉州大都督府长史
- 赵持满（659年，大都督府长史）
- 郑仁泰（663年，都督）
- 李明（663年—664年，凉州大都督）
- 元仁惠（669年，大都督府长史）
- 李贤（672年，凉州大都督）
- 韦待价（678年，都督）
- 裴行俭（高宗时，都督）
- 窦怀哲（高宗末年，都督）
- 李光谊（689年，都督）
- 许钦明（696年，都督）
- 杨元琰（武周时，都督）
- 唐休璟（699年—701年，都督）
- 郭元振（701年—706年，都督）
- 司马逸客（706年—710年，都督）
- 赵彦昭（711年，都督）
- 贺拔延嗣（711年—712年，都督，开始任河西节度使）
- 杜咸（开元年间，都督）
- 伯献（开元年间，都督）
- 杨执一（714年—715年，都督）
- 郭虔瓘（714年，未任）
- 杨敬述（716年—721年，都督）
- 郭知运（721年，都督）
- 王君㚟（721年—722年，都督）
- 张敬忠（723年，都督）
- 王君㚟（724年—727年，都督）
- 李嗣直（727年—742年，都督）
- 萧嵩（727年—728年，判州事）
- 牛仙客（728年—736年，判州事）
- 崔希逸（736年—738年，判州事）
- 李林甫（738年，遥领判州事）
- 萧炅（738年—739年，判州事）
- 盖嘉运（740年—741年，节度使）
- 王倕（741年—743年，节度使）
- 马元庆（开元末年，凉州长史）
- 李琰（742年，遥领武威郡都督）
- 夫蒙灵詧（744年—746年，判郡事）
- 皇甫惟明（746年，判郡事）
- 王忠嗣（746年—747年，判郡事）
- 安思顺（747年—750年，判郡事）
- 高仙芝（751年，武威郡太守）
- 安思顺（751年—752年，节度使）
- 哥舒翰（753年—755年，节度使）
- 李珙（756年，武威郡大都督）
- 邓景山（756年，武威郡长史）
- 周贲（756年，节度使）
- 周佖（756年—757年，节度使）
- 杜鸿渐（757年—758年，都督）
- 来瑱（759年，未任）
- 李仅（760年，遥领节度大使）
- 杨预（760年，节度使）
- 周鼎（760年—763年，节度使）
- 杨志烈（763年—765年，节度使）
- 赵某（765年，都督）
- 李某（765年，都督）
- 朱某（中和年间，节度使）
- 胡敬璋（895年，节度使）
- 翁郜（昭宗时，节度使）[5]

### 引用
1. ↑  《晋书·吕光载记》
2. ↑  《中国行政区划通史·隋代卷》
3. ↑  吴廷燮《元魏方镇年表》
4. ↑  倪广龙《隋代刺史研究》
5. ↑  《唐刺史考全编》